# 코모로 프랑
프랑(프랑스어: franc comorien; 아랍어: فرنك قمري, ISO 4217 코드: KMF)은 코모로의 공식 통화이다. 1 프랑은 100 상팀과 같으나, 상팀은 더 이상 사용되지 않는다.

## 역사
프랑스 프랑은 1886년에 코모로가 프랑스의 보호령이 되면서부터 통화로 사용되었다. 1891년, 앙주앙섬의 술탄인 사이드 알리는 프랑스의 통화와 동일하게 통용되는 상팀과 프랑 단위의 동전을 발행하였다. 1912년, 코모로가 그 당시 프랑스 식민지였던 마다가스카르의 한 주(州)가 되었다. 프랑스의 지폐와 동전들이 코모로에서 통용되었다. 1920년의 긴급발행을 제외하면, 프랑스 프랑은 1925년까지 사용되었다.
1925년 7월 1일, 프랑스 정부는 BNP 파리바은행과의 협정을 구체화시켜, 파리시에 본부를 둔 마다가스카르은행(Banque de Madagascar)을 설립하고 마가가스카르의 식민지에서의 조폐권에 대한 정부 승인 독점을 허가하였다. 마다가스카르 프랑 (프랑스어: franc malgace) 은 프랑스 프랑과 동등한 가치를 지녔으며 프랑스 동전은 1943년까지 고유의 동전이 없는 마다가스카르에서 계속 통용되어 왔다.
1945년에 코모로가 독립적인 프랑스령 식민지가 되었을 때, 조폐은행의 명칭도 코모로-마다가스카르 은행(Banque de Madagascar et des Comores, 여전히 본부는 파리에 있다)으로 바뀌었다. 코모로의 분점은 1953년에 설립되었다. 지폐가 코모로의 현상황을 반영하여 새롭게 바뀔때, 동전은 변화가 없었고 오직 마다가스카르라는 이름만 도려내었다. 1945년 12월 26일, 마다가스카르와 코모로에서 CFA 프랑이 사용되면서 1 대 1.7 프랑스 프랑의 가치로 결정되었다. 이전의 마다가스카르 동전과 지폐는 계속해서 이 새로운 통화로 사용되었다. 1948년 10월 17일, CFA 프랑은 2 프랑스 프랑으로 가치의 재조정이 이루어졌다.
1950년, 프랑스 정부는 코모로-마다가스카르 은행의 주요 권한을 이양받았다. 1960년 1월 1일, 프랑스 프랑의 가치 재조정이 이루어져, 예전 100 프랑이 새롭게 만들어진 1 프랑으로 되었다. 새로운 교환환율은 1 마다가스카르-코모로 CFA 프랑 = 0.02 프랑스 프랑 (50 마다가스카르-코모로 CFA 프랑 = 1 프랑스 프랑) 이 되었다.
1960년 6월 26일, 마다가스카르가 프랑스로부터 독립을 하여 안타나나리보에 본부를 둔 마다가스카르 발행은행(Institut d'Émission Malgache)이 설립되어 마다가스카르만의 통화 발행을 하게 되었다. 마다가스카르는 1973년 7월 1일부터 CFA 프랑의 사용을 중지하고 고유의 통화를 사용하였다.
1979년 11월 23일, 코모로 정부는 Accord de coopération monétaire entre la République Française et la République fédérale islamique des Comores라고 불리는 통화 협력 협정을 프랑스와 체결하여 코모로를 프랑 사용권에 들게 하였다.(하지만 CFA 프랑의 사용권은 아니다) 이 협정은 프랑스 프랑과 코모로 프랑간의 고정환율제 확립과 두 통화간의 자유로운 태환성을 제공하였고, 프랑스 재무부가 모든 환전 거래에 관한 것을 조정할 수 있는 코모로 중앙은행의 사업회계 개시를 통해 보증되었다. 코모로의 외환보유고 가운데 65%가 이 거래를 통해 유로로 비축되어 있다. 이 거래는 프랑스 재무부에서 하는 익일불 예금과 비슷하다. 이는 특별한 상황에서 이자를 얻거나 손실을 볼 수 있다. 그러나 마지막 당좌대월로부터 이 거래를 방지하는 법은 여러 개의 예방책을 세워 두어야 한다.
코모로 프랑의 안정성은 탄탄한 재정과 신용 원칙에서 찾을 수 있으며 이는 두 가지의 보호 조정에 따라 가능하다. 첫째로, 중앙은행은 눈에 보이는 재무에서 20%의 외환을 보유할 것을 요구 받는다. 둘째로, 정부는 중앙 은행 펀드를 통해 이전 해의 예산의 20%를 인출하지 못한다. 프랑 사용 지역(프랑스, CFA 프랑 사용지역, 코모로)의 재무부는 반년만다 회의를 가진다. 프랑스와 코모로 간의 협정은 본질적으로 프랑스와 CFA 프랑 사용지역간의 협정과 동일하다. 이것은 두 나라간에 한 세기 넘도록 존재했던 통화 협력 관계의 지속이다.
1994년까지 코모로 프랑은 프랑스 프랑에 50 대 1의 비율로 거래되었다. 그러다가 1994년 1월 12일에 이 통화는 CFA 프랑의 평가 절하와 맞물려 평가가 절하되었다. 그러나 코모로 프랑은 1 프랑스 프랑 대 75 코모로 프랑의 새로운 비율이 되어 33⅓%나 절하되었다. 반면 CFA 프랑의 새로운 비율은 1 프랑스 프랑 대 100 CFA 프랑이 되었다. 1999년 1월에 유로가 만들어지면서 코모로 프랑은 우세한 비율로 새로운 통화에 대한 고정 통화가 되었다. 환율은 현재 1 유로에 491.96775 코모로 프랑이다.

### 유럽 통화 동맹
1998년에 유럽 통화 동맹의 기대 속에 유럽 각료이사회는 프랑스가 CFA 존, 코모로와 다음과 같은 통화 규정에 합의했음을 언급하였다.:
- 이 합의 사항들은 유로존의 통화와 환율 정책에 어떠한 물리적 영향을 미치지 않을 것.
- 현재의 도입 형태, 상태와 관련하여 이 합의 사항들은 경제와 통화 동맹의 CFA, 코모로 프랑의 전환 가능성이 있는 유동적인 기능에 방해를 주지 않을 것.
- 합의 사항의 어떠한 것도 유럽 중앙 은행이나 다른 나라의 중앙 은행이 CFA, 코모로 프랑의 변환을 지원할 책임을 지게끔 구성할 수 없게 할 것.
- 기존의 합의 사항의 수정으로 말미암아 유럽 중앙 은행이나 특정한 나라의 중앙 은행에 책임을 전가하지 않을 것.
- 프랑스 금고(French Treasury)는 유로와 CFA, 코모로 프랑 사이의 고정 패리티에서 자유로운 변환 가능성을 보장할 것.
- 관할권이 있는 프랑스 기관들은 유럽 위원회, 유럽 중앙 은행, 경제 및 금융 위원회에 합의 사항들이 도입되었음을 알려야 한다. 또, 유로, CFA, 코모로 프랑 사이의 패리티를 변경하기 이전에 이를 위원회에 보고하여야 한다.
- 어느 범위에 속해 있는 합의 사항들의 변경은 위원회의 권고와 ECB의 회의를 기반으로 하여 의회의 승인이 필요하다.

## 중앙은행
코모로 중앙은행 (Banque Centrale des Comores, البنك المركزي القمري (Al-Bank al-Markazi al-Qomori))의 법규에는 이사회는 코모로 정부, 프랑스 중앙은행, 프랑스 정부로부터 선택된 여덟 명의 멤버를 가질 수 있다. 코모로 중앙은행의 대표자 직위에 있는 자는 통화 정책을 책임지는 프랑스 은행의 임원이 가지게 된다. 1999년 11월 19일부터 모든 중앙은행의 공식 환율은 유로의 이자율 차이의 안정화를 이끄는 EONIA (Euro Overnight Index Average)에 따라 결정된다. 코모로 중앙은행은 강제적인 지급준비제도 (에금의 30%)와 은행 모니터링 시스템을 적용하였다. 본부는 모로니에 있고 현재 은행 총재는 머 사이드 아메드 사이드 알리 (Mer Said Ahmed Said Ali)이다.

## 동전
1890년. 앙주앙의 술탄 사이드 알리는 청동제 5, 10 상팀과 5 프랑 동전을 주조하였다. 동전은 프랑스 동전과 일치하는 같은 조건으로 파리에서 주조되었다. 이 세가지 동전은 1912년에 사용이 중지되었다는 설이 있지만, 5, 10 상팀 동전은 1930년대 후반까지도 일반적인 통용이 되었다. 두 청동제 동전은 자주 주술적인 종교적 목적으로 사용되었다. 이 세가지 동전 모두 그레고리력으로 서기 1890년/1891년과 일치하는 이슬람력 1308년의 날짜와 같은 유사한 내용이 새겨져 있다.
1920년대에 동전이 부족해지자 주요 식민지 회사가 응가지자 점과 마요트의 설탕 농장에서 개인 토큰을 발행하였다. 25, 50 상팀과 1, 2 프랑의 종류로 발행되었고 이 토큰에는 알루미늄과 청동이 쓰였다.

1964년, 동전은 코모로에서만 사용되기 위해 도입되었고, 이전에 쓰이고 있던 마다가스카르의 동전을 대체했다. 알루미늄 1, 2, 5 프랑과 알루미늄 청동 10, 20 프랑 동전이 발행되었다. 1975년, 니켈 50 프랑이 도입되었고 이어 니켈 100 프랑은 1977년, 니켈 25 프랑은 1981년에 도입되었다. 1990년에 니켈-철은 니켈을 대체하였다. 코모로 조폐 기관(Institut d'Émission des Comores)은 1975년과 1977년 사이에 동전을 발행하였지만 중앙 은행은 1981년 이후로 동전을 발행하고 있다.
1975년까지 코모로 동전에는 단지 프랑스어만 나타나 있었지만, 그 뒤로 아랍어도 사용되었다.
| 코모로 프랑의 동전   | 코모로 프랑의 동전   | 코모로 프랑의 동전 | 코모로 프랑의 동전 | 코모로 프랑의 동전 | 코모로 프랑의 동전 |
| 앞면                 | 뒷면                 | 종류               | 무게               | 지름               | 성분               |
| -------------------- | -------------------- | ------------------ | ------------------ | ------------------ | ------------------ |
|                      |                      | 1 프랑             | 알루미늄           | 23 mm              |                    |
| 파일:KMF 2 obv.JPG   | 파일:KMF 2 rev.JPG   | 2 프랑             | 알루미늄           | 27 mm              | 2.2 g              |
|                      |                      | 5 프랑             | 알루미늄           | 31 mm              | 3.75 g             |
| 파일:KMF 10 obv.JPG  | 파일:KMF 10 rev.JPG  | 10 프랑            | 알루미늄 청동      | 22 mm              |                    |
|                      | 파일:KMF 25 rev.JPG  | 25 프랑            | 니켈               | 20 mm              | 3.9 g              |
| 파일:KMF 50 obv.JPG  | 파일:KMF 50 rev.JPG  | 50 프랑            | 니켈               | 24 mm              | 6 g                |
| 파일:KMF 100 obv.JPG | 파일:KMF 100 rev.jpg | 100 프랑           | 니켈 철            | 28 mm              | 10 g               |

코모로 동전은 항상 파리 조폐국에서 주조되었다. 이것은 동전의 날짜 왼편에서 볼 수 있는 풍요의 뿔 주조 마크 때문에 알 수 있다. 동전은 지롱드주의 페샥에 있는 시설에서 생산되었다.
5 프랑 동전의 별칭은 스페인 레알의 명칭을 따서 레알리였다. 2 프랑 동전의 별칭은 누수 (nusu)였는데 "절반"이라는 의미였다. 1 프랑 동전은 로보였는데 "4분의 1"이라는 의미였다. 1, 2, 5, 10 프랑 동전은 낮은 화폐 가치 때문에 거의 사용되지 않았다. 25, 100 프랑 동전은 "Augmentons la production alimentaire" (식량 생산을 늘리자) 라는 문구가 들어 있었다. 5프랑 동전은 "Conférence Mondiale sur les Pêches" (어획에 대한 세계 회의) 라는 문구가 있었다. 이 두 문구 모두 국제 연합 식량 농업 기구 (FAO)의 프로그램에서 따온 것이다. 코모로는 FAO 동전을 발행하는 114개 국의 하나이다. FAO 동전의 자세한 정보는 이곳에서 확인할 수 있다.

## 지폐
코모로의 첫 지폐는 1920년에 발행되었다. 이 지폐는 카드에 붙이는 마다가스카르 우표로 긴급히 발행한 것이며 돈으로서 유통할 수 있게 하였다. 50 상팀, 1 프랑의 종류로 발행되었다.
1962년 7월 31일 보통령 62-873호 12조에서, 코모로에 있는 코모로-마다가스카르 은행은 마다가스카르가 고유한 통화를 만들어내기 시작한 후에도 계속 통화를 만드는 것을 허락하였다. 하지만, 1962년 4월 1일부터 "COMORES"라고 지폐에 인쇄하기 시작하였다. 화폐 단위는 50, 100, 500, 1000, 5000 프랑이 만들어졌다. 1964년 10월 7일 법령 64-1038에 따라서, 낙인이 없는 지폐는 1964년 12월 31일부터 법정 화폐로의 사용이 중지되었다.
낙인이 찍힌 지폐는 1976년에 코모로 조폐 기관(Institut d'Émission des Comores)에서 500, 1000, 5000 프랑 지폐의 경우엔 새 화폐로 만들고, 50, 100 프랑 지폐는 동전으로 대체할 때까지 통용되었다. 중앙은행은 1984년에 지폐의 인쇄권을 이양받았다. 2500과 10,000 프랑 지폐가 도입되었고, 2005년엔 2000 프랑 지폐가 도입되었다. 현재 2500프랑 지폐는 사용이 중지되었다.
코모로 지폐는 빅-레-콩트에 있는 프랑스 중앙은행의 지폐 제작소에서 만들어지고, 인쇄는 샤말리에르에서 이루어진다. 지폐의 제작과 인쇄는 오베르뉴 지방의 퓌드돔주에서도 실행하고 있다. 새 500, 1000, 2000 프랑 지폐는 유리온을 포함한다.

## 같이 보기
| - 마다가스카르 프랑 - CFA 프랑 - CFP 프랑 - 유로 관련 통화 | - 코모로의 역사 - 코모로의 경제 - 마요트의 경제 - 아프리카의 경제 |

## 참조
- (프랑스어) Abal Anrabe Abdou Chacourou (2003). 《Franc comorien》. Editions L'Harmattan. |출판사=에 외부 링크가 있음 (도움말) ISBN 2-7475-4843-0
- Krause, Chester L. and Clifford Mishler (1991). Standard Catalog of World Coins: 1801-1991, 18th ed., Krause Publications. ISBN 0-87341-150-1.
- Pick, Albert (1994). Standard Catalog of World Paper Money: General Issues, Colin R. Bruce II and Neil Shafer (editors), 7th ed., Krause Publications. ISBN 0-87341-207-9